# دراغان إيسايلوفيتش
دراغان إيسايلوفيتش (بالصربية: Драган Исаиловић)‏ هو لاعب كرة قدم صربي في مركز الهجوم، ولد في 12 يناير 1976 في بلغراد في صربيا. شارك مع منتخب صربيا والجبل الأسود تحت 21 سنة لكرة القدم ‏. أما مع النوادي، فقد لعب مع بيتار القدس وريال بلد الوليد ونادي ألكويانو ونادي أيك لارنكا ونادي إيرميس أراديبو ونادي بارتيزان ونادي بورغوس ونادي تشوكاريتشكي ونادي زيمون ونادي ليتكس لوفتش.

## وصلات خارجية
- دراغان إيسايلوفيتش على موقع قاعدة بيانات كرة القدم.إي يو (الإنجليزية)